# Chanhac e Sèrras
Chanéac és un municipi francès situat al departament de l'Ardecha i a la regió d'Alvèrnia-Roine-Alps. L'any 2007 tenia 271 habitants.

## Demografia

### Població
El 2007 la població de fet de Chanéac era de 271 persones. Hi havia 115 famílies de les quals 37 eren unipersonals (8 homes vivint sols i 29 dones vivint soles), 41 parelles sense fills, 33 parelles amb fills i 4 famílies monoparentals amb fills.
La població ha evolucionat segons el següent gràfic:
Habitants censats

### Habitatges
El 2007 hi havia 226 habitatges, 118 eren l'habitatge principal de la família, 95 eren segones residències i 13 estaven desocupats. 187 eren cases i 37 eren apartaments. Dels 118 habitatges principals, 82 estaven ocupats pels seus propietaris, 31 estaven llogats i ocupats pels llogaters i 5 estaven cedits a títol gratuït; 6 tenien dues cambres, 29 en tenien tres, 38 en tenien quatre i 44 en tenien cinc o més. 75 habitatges disposaven pel capbaix d'una plaça de pàrquing. A 44 habitatges hi havia un automòbil i a 50 n'hi havia dos o més.

### Piràmide de població
La piràmide de població per edats i sexe el 2009 era:
| Homes | Edats   | Dones |
| ----- | ------- | ----- |
| 0     | 95 o +  | 0     |
| 0     | 90 a 94 | 0     |
| 0     | 85 a 89 | 0     |
| 4     | 80 a 84 | 4     |
| 4     | 75 a 79 | 8     |
| 12    | 70 a 74 | 16    |
| 4     | 65 a 69 | 8     |
| 12    | 60 a 64 | 4     |
| 12    | 55 a 59 | 12    |
| 4     | 50 a 54 | 12    |
| 8     | 45 a 49 | 0     |
| 0     | 40 a 44 | 4     |
| 24    | 35 a 39 | 32    |
| 0     | 30 a 34 | 4     |
| 0     | 25 a 29 | 0     |
| 0     | 20 a 24 | 12    |
| 0     | 15 a 19 | 12    |
| 8     | 10 a 14 | 4     |
| 16    | 5 a 9   | 8     |
| 8     | 0 a 4   | 4     |

## Economia
El 2007 la població en edat de treballar era de 155 persones, 113 eren actives i 42 eren inactives. De les 113 persones actives 103 estaven ocupades (58 homes i 45 dones) i 9 estaven aturades (5 homes i 4 dones). De les 42 persones inactives 20 estaven jubilades, 10 estaven estudiant i 12 estaven classificades com a «altres inactius».

### Ingressos
El 2009 a Chanéac hi havia 113 unitats fiscals que integraven 276 persones, la mediana anual d'ingressos fiscals per persona era de 15.653 €.

### Activitats econòmiques
Dels 11 establiments que hi havia el 2007, 1 era d'una empresa de fabricació de material elèctric, 2 d'empreses de fabricació d'altres productes industrials, 5 d'empreses de construcció, 1 d'una empresa d'hostatgeria i restauració, 1 d'una entitat de l'administració pública i 1 d'una empresa classificada com a «altres activitats de serveis».
Dels 5 establiments de servei als particulars que hi havia el 2009, 2 eren paletes, 1 fusteria, 1 lampisteria i 1 electricista.
L'any 2000 a Chanéac hi havia 10 explotacions agrícoles que ocupaven un total de 400 hectàrees.

## Poblacions més properes
El següent diagrama mostra les poblacions més properes.